# 함승호
함승호(咸升鎬, 1894년 ?월 ?일 ~ 1981년 ?월 ?일)는 일제강점기의 법관이자 일제강점기와 대한민국의 법조인이다. 부산지방법원 마산지청의 서기 겸 통역생으로 재직 중 판사임용시험에 합격, 1920년 조선총독부판사, 1921년 광주지방법원 판사, 이후 광주지방법원 정읍지청, 1925년 대구지방법원 판사를 역임하고 1926년 변호사를 개업하였으며 주로 대구와 경상북도 지역에서 활동하였다.
일제 강점기 중반과 해방 후에는 한때 대구변호사회 회장이었고, 1945년 11월 대구지방법원 재판관, 1948년 경상북도선거관리위원장, 1950년 경상북도선거관리위원회 위원 등을 역임했다. 강원도 고성 출신.

## 약력
고성군 간성읍 신안리에서 출생하였다. 경성제국대학 법학부를 졸업하였다.
1917년 부산지방법원 마산지청 서기과의 통역생(通譯生)이 되고, 1918년 부산지방법원 마산지청 서기과 서기로 임용되었다. 1919년 다시 마산지청 서기과 서기 겸 통역생이 되어 1920년까지 재직했다.
1920년 마산지청 서기과 서기 겸 통역생으로 재직 중 판사임용시험에 합격, 그해 11월 4일 조선총독부판사에 임관되었다. 1921년 광주지방법원 판사, 광주지방법원 정읍지청 판사로 발령되고 1925년 대구지방법원의 판사를 역임했다.
1926년 3월 12일 고등관5등에 임명되고, 충청북도지방법원으로 발령되었다. 1926년 5월 사직서를 제출하고, 그해 6월부터 대구부 수정에서 변호사를 개업하였다. 변호사 개업 직후, 보도 문제로 피소된 대구지역 조선일보 기자의 변호업무를 맡는 등 몇건의 소송을 맡았다.
1933년 11월 20일에는 경북 영양, 영덕 등지의 적색농조사건 피고인들의 변론을 담당하였다.
1934년 11월에는 전북 전위동맹사건 관련자 9명의 변호를 맡았다. 1935년 1월 26일에는 군위군 군위변전소에 놀러 갔다가 중상을 입은 소년 이정택(李正澤, 당시 9세)의 아버지 이춘삼(李春三)의 소송대리인으로 대흥전기회사를 상대로 소송을 걸어 승소, 치료비로 위자료 1천원을 받아냈다. 감전 직후 아이의 아버지 이춘삼은 대흥전기회사에 사정을 설명했지만 회사측에서는 냉정히 거절하고 축출했다 한다. 1930년대 중반 대구변호사회 회장을 맡았다.
1938년 1월 6일에는 조선일보에 "생활형식의 불합리에 따라 우리가 받는 정신적인 타격과 손실도 불소(적지 않을) 터이니 우리는 될 수만 있다면 신문명의 혜택을 흡수하기 편리한 생활책을 강구(講究)하는 것도 한가지 급선무가 아닐까 생각되는 터입니다"라는 글을 기고하였다.
해방 후 대구변호사협회 회장 등을 역임하였다. 1945년 9월 2일 미군정이 주둔하자 미군정 고문에 위촉되고, 그 해 11월 19일에는 다시 대구지방법원 재판장에 임명되었다.
1948년 3월 22일 제헌국회의원선거위원회의 지역 선거관리위원을 선발할 때 경상북도선거위원에 임명되고, 이어 3월 24일 국회의원선거관리위원회 경상북도위원회 위원장에 선출되었다. 5월 10일 제헌국회의원 선거 후 5월 30일까지 선관위 위원장으로 재직했다.
1949년 3월 법무부 대구소년원후원회 창립에 참여하고, 후원회 위원이 되었다. 1950년 4월 제2대 국회의원 총선거에 민주국민당 공천으로 경북에서 출마하였지만 공천받지 못했다. 4월 18일 각 도에서 국회의원 총선거 선거관리위원을 선임할 때, 경상북도선거관리위원회 위원이 되었다.
1958년 8월 17일 삼국시대의 서예작품을 연구하는 단체인 해동서예원(海東書藝院)의 조직에 참여, 창립 발기인으로 창립에 참여하였다.

### 사후
민족문제연구소에서 1차 발표된 친일 3095명 전체명단에 판/검사 부문에 수록되었지만 친일인명사전에는 등재되지 않았다.

## 가족 관계
- 딸 : 양근함씨(陽根咸氏, 1937년 11월 11일 ~ )
- 사위 :박승효(朴勝孝, 다른 이름은 세정(世楨), 1933년 8월 1일 ~ ), 구한말 정치인, 관료 박중양의 손자
  - 외손자 : 박영목(朴英睦)
- 사돈 : 박문웅(朴文雄, 1890년 ~ 1959년)

## 참고 자료
- 국사편찬위원회, 《일제침략하 한국36년사 8권》(국사편찬위원회, 1973)
- 국사편찬위원회, 《자료대한민국사 제1권》(국사편찬위원회, 1968)
- 국사편찬위원회, 《자료대한민국사 제6권》(국사편찬위원회, 1973)